# Patrera auricoma
Patrera auricoma är en spindelart som först beskrevs av Ludwig Carl Christian Koch 1866.  Patrera auricoma ingår i släktet Patrera och familjen spökspindlar.
Artens utbredningsområde är Colombia. Inga underarter finns listade i Catalogue of Life.